# Marie Dubois
Marie Dubois (París, 12 de enero de 1937 – Lescar, 15 de octubre de 2014) fue una actriz francesa.

## Carrera
Claudine Lucie Pauline Huzé estudió en la École de la rue Blanche (ENSATT) e hizo su debut como actriz en 1959 con el papel de Lena en Tirad sobre el pianista. Posteriormente, se destacó en papeles secundarios. En la década de los 60, apareció en el películas de la nouvelle vague como Jules y Jim y El ladrón de París, thrillers como El rublo de las dos caras y comedias como Juegos de amor a la francesa, La gran juerga y Monte Carlo or Bust. 
Otras apariciones destacadas de Dubois en la década de los 70 incluyen títulos como L'Innocente, El imposible juego de cuatro, Tres amigos, sus mujeres... y los otros y El serpiente. En 1978 ganó el premio César a la mejor actriz secundaria por su papel de Dominique Montlaur en La amenaza. En los 80 se la pudo ver en cintas como Mi tío de América, La Petite Sirène, Une femme en fuite, Garçon! y Descente aux enfers (por el que recibió la segunda nominación a los premios César a la mejor actriz de reparto por su papel de Lucette Beulemans).

## Vida personal
Dubois se casó con el actor Serge Rousseau en 1961. Permanecieron juntos hasta la muerte de éste en 2007 y tuvieron una hija, la también actriz Dominique Rousseau. Marie Dubois murió el 15 de octubre de 2014 a la edad de 77 años, después de una larga lucha contra la esclerosis múltiple.

## Filmografía
- 1960: Tirad sobre el pianista (Tirez sur le pianiste) de François Truffaut
- 1961: Una mujer es una mujer (Une femme est une femme) de Jean-Luc Godard
- 1961: El monóculo negro (Le Monocle noir) de Georges Lautner
- 1962: Jules y Jim (Jules and Jim) de François Truffaut
- 1962: El signo de Leo (Le Signe du lion) de Éric Rohmer
- 1962: La Croix des vivants de Ivan Govar
- 1962: L'Anglaise de Artur Ramos
- 1963: Hasta el fin del mundo (Jusqu'au bout du monde) de François Villiers
- 1964: La caza del hombre (La Chasse à l'homme) de Édouard Molinaro
- 1964: Juegos de amor a la francesa (La Ronde) de Roger Vadim
- 1964: Fin de semana en Dunkerque (Week-end à Zuydcoote) de Henri Verneuil
- 1964: L'Âge ingrat de Gilles Grangier
- 1964: Mata-Hari, agente H-21 (Mata Hari, agent H21) de Jean-Louis Richard
- 1965: Los rufianes (Les Grandes Gueules) de Robert Enrico
- 1965: Fiestas galantes (Les fêtes galantes) de René Clair
- 1966: Un chico y una chica (Le Dix-Septième Ciel) de Serge Korber
- 1966: La gran juerga (La Grande Vadrouille) de Gérard Oury
- 1967: El ladrón de París (Le Voleur) de Louis Malle
- 1968: Ce sacré grand-père de Jacques Poitrenaud
- 1968: El rublo de las dos caras (Le Rouble à deux faces) de Étienne Périer
- 1968: Súper amante... a veces (Le Cascadeur) de Marcello Baldi
- 1969: El rally de Montecarlo y toda su zarabanda de antaño (Monte Carlo or Bust!) de Ken Annakin
- 1970: Solamente en verano (La Maison des bories) de Jacques Doniol-Valcroze
- 1971: Bof... Anatomía de un repartidor (Bof… Anatomie d'un livreur) de Claude Faraldo
- 1972: El huevo (L'Œuf) de Jean Herman
- 1972: El imposible juego de cuatro (Les Arpenteurs) de Michel Soutter
- 1973: El serpiente (Le Serpent) de Henri Verneuil
- 1973: Antoine and Sebastian de Jean-Marie Périer
- 1974: L'Escapade de Michel Soutter
- 1974: Tres amigos, sus mujeres... y los otros (Vincent, François, Paul et les autres) de Claude Sautet
- 1976: Love Story de un adolescente (Les Mal Partis) de Sébastien Japrisot)
- 1976: Du bout des lèvres de Jean-Marie Degèsves
- 1976: El inocente (L'innocente) de Luchino Visconti
- 1976: Nuit d'or de Serge Moati
- 1977: La amenaza (La Menace) de Alain Corneau
- 1979: Je vous ferai aimer la vie de Serge Korber
- 1979: Il y a longtemps que je t'aime de Jean-Charles Tacchella
- 1979: Je parle d'amour de Madeleine Hartmann-Clausset
- 1980: Mi tío de América (Mon oncle d'Amérique)] de Alain Resnais
- 1980: La Petite Sirène de Roger Andrieux)
- 1982: Une femme en fuite de Maurice Rabinowicz
- 1983: L'Ami de Vincent de Pierre Granier-Deferre
- 1983: Garçon! de Claude Sautet
- 1983: Si j'avais mille ans de Monique Enckell)
- 1984: L'Intrus de Irène Jouannet
- 1986: Descente aux enfers de Francis Girod
- 1987: Grand Guignol de Jean Marbœuf
- 1990: Juego de niños (Un jeu d'enfant) de Pascal Kané
- 1991: Les Enfants du vent de Krzystof Rogulski
- 1991: La Dernière Saison de Pierre Beccu
- 1996: Confidences à un inconnu de Georges Bardawil
- 1996: Les Caprices d'un fleuve de Bernard Giraudeau
- 1997: No va más (Rien ne va plus) de Claude Chabrol
- 1999: À vot'service de Eric Bartonio